# Дилце (Постојна)
Дилце (словен. Dilce,   или Sorgfeld, итал. Pridilza) је насељено место у општини Постојна, Приморско-нотрањска регија, Словенија.

## Историја
До територијалне реорганизације у Словенији било је у саставу старе општине Постојна. Као самостално насеље, Дилце постоји од 1994. године. Настала је издвајањем дела из насеља Гориче.

## Становништво
У попису становништва из 2011. године, Дилце је имало 143 становника.
| Број становника према пописима | Број становника према пописима |
| ------------------------------ | ------------------------------ |
| 2002                           | 2011                           |
| 131                            | 143                            |

Напомена: Године 1994. настала издвајањем дела из насеља Гориче.